# Simian
Simian foi uma banda inglesa de rock alternativo, com alguns toques de electro e pop. São conhecidos pelo hit "La Breeze" e pela mais tarde famosa "Never Be Alone", remixada pela dupla francesa Justice. O remix acabou por ser lançado 
O conjunto, que terminou em 2005, gerou outras bandas. O vocalista Simon Lord formou o The Black Ghosts ao lado do DJ Touche (The Wiseguys). Anthony Shaw e James Ford James formaram o Simian Mobile Disco. Este último, além de um importante produtor (Klaxons, Mystery Jets, etc), também toca bateria no grupo  The Last Shadow Puppets, de Alex Turner (Arctic Monkeys).

## Integrantes
- Simon William Lord - vocal & guitarra
- Alex MacNaghten - baixo
- James Anthony Shaw - teclado
- James Ellis Ford - bateria

## Discografia
- Chemistry Is What We Are (2001)
- We Are Your Friends (2002)